# 少年彌賽亞
《少年彌賽亞》（英語：The Young Messiah）是一部於2016年上映的美國聖經題材劇情片，由賽羅斯·諾羅斯泰執導並與妻子貝特西·吉芬·諾羅斯泰共同編劇。電影改編自安·萊絲所創作的2005年小說《耶穌基督：走出埃及》。由亞當·格里夫斯-尼爾、西恩·賓、大衛·布萊利、李·博德曼、乔纳森·拜利和大衛·柏克主演。美國於2016年3月11日上映。

## 劇情
故事敘述年僅7歲的耶穌與他的家人從埃及回到老家拿撒勒，過程中他必須為面臨的艱困作出抉擇，以及認清做人的道理。

## 演員
- 亞當·格里夫斯-尼爾 飾 耶穌（Jesus）
- 西恩·賓 飾 賽佛勒斯（Severus）
- 大衛·布萊利 飾 老拉比
- 李·博德曼 飾 羅馬小隊長
- 乔纳森·拜利 飾 希律（Herod）
- 大衛·柏克（英语：David Burke (British actor)） 飾 盲眼拉比
- 羅里·基南 飾 惡魔
- 伊莎貝爾·阿德里亞尼（英语：Isabelle Adriani） 飾 賽琳妮（Seleni）
- 文森·沃許 飾 若瑟（Joseph）
- 阿格妮·史考特 飾 米利暗（Miriam）
- 莎拉·拉扎羅 飾 馬利亞（Mary）
- 保羅·愛爾蘭（英语：Paul Ireland） 飾 賓德（Optio）
- 賈勒特·J·梅爾茲 飾 亞倫（Aaron）

## 製作
電影正式於2014年9月15日在義大利的馬泰拉開拍，取景地還包括羅馬地區的奇尼奇塔攝影棚。

### 音樂
2013年1月17日，約翰·戴柏尼被聘來為電影配樂。

## 發行

### 評價
《少年彌賽亞》獲得了褒貶不一的評價。爛番茄根據32篇專業影評，評級50%，平均得分5.7／10。Metacritic得分33，評價偏差。據影院評分調查，觀眾從A+至F之間平均給了「A-」的評價。

### 票房
在美國和加拿大，該片於2016年3月11日和《科洛弗10號地窖》、《特務大臨演》和《完美的一對》共同上映。初步預估首映當天能獲得700至800萬美元的票房，但實際上映後卻只獲得了140萬美元。首週末票房為330萬美元。

## 外部連結
- 官方网站
- 互联网电影数据库（IMDb）上《少年彌賽亞》的资料（英文）
- Box Office Mojo上《少年彌賽亞》的資料（英文）
- 爛番茄上《少年彌賽亞》的資料（英文）
- Metacritic上《少年彌賽亞》的資料（英文）
- Official resources website （页面存档备份，存于）